# USS Cincinnati (CL-6)
USS Cincinnati (CL-6) là một tàu tuần dương hạng nhẹ thuộc lớp Omaha của Hải quân Hoa Kỳ được đưa ra phục vụ ngay sau Chiến tranh Thế giới thứ nhất. Nó là chiếc tàu chiến thứ ba của Hải quân Mỹ được đặt cái tên này, theo tên thành phố Cincinnati tại tiểu bang Ohio. Con tàu đã tiếp tục phục vụ trong Chiến tranh Thế giới thứ hai trong nhiệm vụ tuần tra và hộ tống tại Đại Tây Dương và Địa Trung Hải, trước khi ngừng hoạt động năm 1945 và bị tháo dỡ năm 1946. Cincinnati được tặng thưởng một Ngôi sao Chiến trận do thành tích phục vụ trong Thế Chiến II.

## Thiết kế và chế tạo
Cincinnati được chế tạo bởi hãng Todd Dry Dock and Construction Co., Tacoma, Washington, nơi nó được đặt lườn vào ngày 15 tháng 5 năm 1920. Nó được hạ thủy vào ngày 23 tháng 5 năm 1921, được đỡ đầu bởi bà Charles E. Tudor, phu nhân một quan chức của thành phố Cincinnati; và được cho nhập biên chế vào ngày 1 tháng 1 năm 1924 dưới quyền chỉ huy của hạm trưởng, Đại tá Hải quân Charles P. Nelson.

## Lịch sử hoạt động

### Những năm giữa hai cuộc thế chiến
Sau chuyến đi chạy thử máy ngoài khơi Nam Mỹ, Cincinnati gia nhập Hạm đội Tuần tiễu vào tháng 6 năm 1924 để hoạt động dọc theo bờ biển Đại Tây Dương và tại vùng biển Caribbe. Cùng với lực lượng này, nó đã tham gia các cuộc cơ động hạm đội tại Thái Bình Dương và ngoài khơi Khu vực kênh đào Panama vào mùa Xuân năm 1925, rồi tiếp nối các hoạt động tại Đại Tây Dương và Caribbe cho đến đầu năm 1927.
Vào ngày 17 tháng 2 năm 1927, Cincinnati khởi hành từ Balboa, Panama để hoạt động tại Viễn Đông, đặt căn cứ tại Thượng Hải cho đến tháng 10, và sau đó là Manila, rồi trở lại Thượng Hải từ tháng 2 đến tháng 4 năm 1928. Trên chuyến đi dài quay trở về nhà đến Bờ Đông Hoa Kỳ, nó tham gia các cuộc tập trận ngoài khơi Oahu và vận chuyển nhân sự từ Honolulu đến Corinto, Nicaragua, trước khi quay trở về Newport, Rhodes Island vào ngày 25 tháng 7 để hoạt động tại khu vực Bờ Đông.
Đầu năm 1932, Cincinnati tham gia Lực lượng Chiến trận thuộc Hạm đội Hoa Kỳ tại Thái Bình Dương, và đã tham gia vào chuyến đi của Hạm đội đến Bờ Đông Hoa Kỳ từ tháng 4 đến tháng 7 năm 1934 cho cuộc Duyệt binh Tổng thống vào ngày 31 tháng 5 tại New York. Quay trở lại khu vực Bờ Tây, nó hoạt động trong các chuyến đi huấn luyện mùa hè dành cho quân nhân hải quân dự bị từ năm 1935 đến năm 1938, rồi chuyển sang hoạt động tại Đại Tây Dương vào năm 1939.

### Chiến tranh Thế giới thứ hai
Cincinnati đặt căn cứ tại Trân Châu Cảng từ tháng 4 năm 1940, di chuyển đến Guam và Philippines trong các nhiệm vụ vận chuyển vào cuối năm đó. Đến tháng 3 năm 1941, nó quay trở lại khu vực Đại Tây Dương tham gia các cuộc tuần tra đang được mở rộng ở phía Tây Đại Tây Dương. Vào lúc chiến tranh nổ ra, nó tiếp tục các chuyến tuần tra và hộ tống tại Đại Tây Dương và vùng biển Caribbe, ngăn chặn các tàu chiến Pháp tại Martinique, và săn lùng các tàu buôn Đức đang tìm cách vượt qua sự phong tỏa. Cùng với tàu tuần dương Milwaukee và tàu khu trục Somers, Cincinnati khám phá ra một chiếc như vậy, SS Annaliese Essberger, vào ngày 21 tháng 11 năm 1942. Thủy thủ đoàn Đức tìm cách đánh đắm tàu của họ, nhưng một đội đổ bộ đã lên được tàu để truy tìm nguồn gốc con tàu và bắt giữ toàn bộ 62 người trên tàu làm tù binh chiến tranh trước khi nó chìm.
Được đại tu tại New York vào đầu năm 1944, Cincinnati tiếp tục phục vụ như là tàu chỉ huy hộ tống cho ba đoàn tàu vận tải từ New York đi đến Belfast trong thời gian từ tháng 3 đến tháng 7, bảo vệ cho việc vận chuyển nhân sự và thiết bị cần thiết trong cuộc đổ bộ lên lục địa châu Âu. Vào ngày 28 tháng 7, nó khởi hành từ Norfolk để tuần tra khu vực Tây Địa Trung Hải vào lúc diễn ra cuộc đổ bộ lên miền Nam nước Pháp, rồi quay trở về New York vào ngày 9 tháng 9. Sau một đợt đại tu, nó gia nhập Đệ Tứ hạm đội tại Recife, Brasil vào ngày 17 tháng 11 để tuần tra các tuyến đượng vận tải hàng hải phía Nam Đại Tây Dương cho đến khi chiến tranh kết thúc tại châu Âu.
Vào mùa Hè năm 1945, Cincinnati đón lên tàu học viên sĩ quan trong hai chuyến đi huấn luyện; và vào ngày 29 tháng 9 nó đi đến Philadelphia, nơi nó ngừng hoạt động vào ngày 1 tháng 11 năm 1945 và bị tháo dỡ vào ngày 27 tháng 2 năm 1946.

## Phần thưởng
Cincinnati được tặng thưởng một Ngôi sao Chiến trận do thành tích phục vụ trong Thế Chiến II.
|  |             | Bronze star |
|  | Bronze star |             |

| Huân chương Chiến dịch Nicaragua thứ hai | Huân chương Phục vụ Dương Tử                                                 | Huân chương Phục vụ Phòng vệ Hoa Kỳ với 1 Ngôi sao Chiến trận |
| Huân chương Chiến dịch Hoa Kỳ            | Huân chương Chiến dịch Châu Âu-Châu Phi-Trung Đông với 1 Ngôi sao Chiến trận | Huân chương Chiến thắng Thế Chiến II                          |